# Super Game Boy 2
Il Super Game Boy 2 è una cartuccia prodotta nel 1998 da Nintendo per la console Super Nintendo Entertainment System. Venne sviluppato al fine di permettere l'esecuzione dei videogiochi per Game Boy sulla console Super Nintendo. È stato il successore dell'originale Super Game Boy ed è stato rilasciato solamente in Giappone. Al suo interno include l'hardware di un Game Boy, dedicato ad eseguire il gioco sul Super Nintendo. In sostanza, la console Super Nintendo funge solo da collegamento tra la cartuccia, il controller ed il televisore.

## Cambiamenti rispetto all'originale Super Game Boy
Il Super Game Boy 2 è munito di una porta link, di un indicatore LED e di ulteriori sfondi esclusivi. Oltre a ciò, è in grado di eseguire i giochi alla loro velocità originale, cosa che non accadeva nel Super Game Boy classico.  